# Parafia Zesłania Ducha Świętego w Krakowie
Parafia Zesłania Ducha Świętego – parafia rzymskokatolicka należąca do dekanatu Kraków-Salwator archidiecezji krakowskiej położona na osiedlu Ruczaj przy ul. Rostworowskiego.

## Historia parafii
W 1986 roku, Metropolita krakowski, kardynał Franciszek Macharski wydał decyzję o utworzeniu nowej parafii na powstającym osiedlu Ruczaj.
Obecnie na terenie parafii mieszka około 14,5 tys. wiernych.

## Zgromadzenia zakonne
W parafii posługują siostry nazaretanki.

## Grupy parafialne
- Rada duszpasterska,
- DAR Duszpasterstwo Akademickie Ruczaj,
- Zespół charytatywny,
- Żywy Różaniec,
- Ruch Światło-Życie,
- Schola młodzieżowa
- Scholka dziecięca,
- Lektorzy,
- Ministranci
- Grupa Młodzi ŚDM

## Terytorium parafii
Ulice: Bułgarska, Dereniowa, Gronostajowa 13, Grota-Roweckiego, Irysowa, Kamieniarska, Kapelanka (od Kobierzyńskiej), Kobierzyńska (numery nieparzyste do 107 i parzyste do 116), Krokusowa, Lipińskiego, Liściasta (numery parzyste), Łany, Magnolii (numery nieparzyste), Miłkowskiego, Norymberska, Pastelowa, Podhalańska, Pszczelna, Pychowicka, Ruczaj do Pychowickiej, Rostworowskiego, Sąsiedzka (numery parzyste od 26 i nieparzyste od 13), Strąkowa, Turonia (do numeru 16), Wyłom, Zachodnia (numery parzyste), Zalesie 65, Zbrojarzy (od numeru 92).

## Nabożeństwa
- w niedziele i święta – 7.15, 8.30, 10.00, 11.30, 13.00 16.00 18.00, 19,30.
- w dni powszednie – 6.30, 7.00, 18.00.